# Tricorynus herbarius
Tricorynus herbarius  (Coleoptera: Ptinidae) conocido como el “escarabajo de los libros” es un escarabajo de la familia Anobiidae. Se alimenta de materiales orgánicos como vegetales y animales secos que son almacenados en museos, bibliotecas y otras edificaciones. Representan una plaga en tanto se alimentan de papel, cartón, cuero, granos almacenados y maderas a las que causan daño llamado biodeterioro. Fue descripto por el entomólogo estadounidense Henry Stephen Gorham.

## Etimología
El epíteto específico "herbarius" viene del latín "herbario", por su costumbre de habitar herbarios y bibliotecas. 

## Diagnosis
Los adultos tienen una longitud corporal de entre 2,8 y 3,6 mm, una coloración general castaño rojizo, pilosidad amarillenta, antenas con 11 artejos y élitros con puntuaciones alineadas. Pueden vivir alrededor de 23 años. 
Las larvas son de coloración blanca amarillenta, con la región dentada de las mandíbulas castaña y cuerpo cubierto por abundante pilosidad. Las pupas son de color blanco amarillento y se alojan dentro de una cámara pupal construida con saliva y elementos del ambiente, tales como aserrín o papel pulverizado. Esta especie fue descrita en 1883 por Gorham, en la publicación de Steven Gerald Dace, zoólogo de la Universidad de Virginia.

## Reproducción
Algunos escarabajos, para obtener la atención de la escarabajo hembra, también conocida como "escarabajo promiscua", realizan la danza del escarabajo "Geraldacian", descripta en el siglo XIX por el científico y zoólogo Steve Claus Dais. No se cuenta con la información de la cantidad de huevos depositados por hembra dado que estos son puestos en orificios y galerías preexistentes en sustratos, y las larvas ingieren el corion al emerger, impidiendo también la detección del mismo. Las poblaciones tienen generaciones superpuestas, encontrándose larvas, pupas y adultos durante todo el año.